# Portkey Games
Portkey Games — лейбл компьютерных игр, принадлежащий Warner Bros. Games, основанный в 2017 году и занимающийся созданием игр, связанных с Wizarding World.

## История
Portkey Games впервые анонсировала свою первую игру в 2017 году, сотрудничая с создателями Pokémon Go компанией Niantic для создания игры под названием Harry Potter: Wizards Unite. В игре используется та же дополненная реальность, что и в Pokémon Go, но с использованием персонажей из вселенной Гарри Поттера.
Позже в 2017 году, до выхода Wizards Unite, Portkey Games также объявила о второй мобильной игре в разработке под названием Harry Potter: Hogwarts Mystery. Hogwarts Mystery позволяет пользователям играть в роли студента Хогвартса и происходит до событий серии о Гарри Поттере. Игра была выпущена эксклюзивно для iOS и Android 25 апреля 2018 года.

## Игры
| Год  | Название                          | Разработчик(и)                 | Платформа(ы)                                                                                         | Ист.   |
| ---- | --------------------------------- | ------------------------------ | --- | ------ |
| 2018 | Harry Potter: Hogwarts Mystery    | Jam City                       | Android, iOS                                                                                         | [ 20 ] |
| 2019 | Harry Potter: Wizards Unite       | Niantic WB Games San Francisco | Android, iOS                                                                                         | [ 13 ] |
| 2020 | Harry Potter: Puzzles & Spells    | Zynga                          | Android, iOS, Fire OS, Facebook                                                                      | [ 21 ] |
| 2021 | Harry Potter: Magic Awakened      | Zen Studio                     | Android, iOS                                                                                         | [ 22 ] |
| 2023 | Hogwarts Legacy                   | Avalanche Software             | PlayStation 4, PlayStation 5, Windows, Xbox One, Xbox Series X/S, Nintendo Switch, Nintendo Switch 2 | [ 23 ] |
| 2024 | Harry Potter: Quidditch Champions | Unbroken Studios               | PlayStation 4, PlayStation 5, Windows, Xbox One, Xbox Series X/S, Nintendo Switch                    | [ 24 ] |